# 효의인황후
효의인황후 동가씨(孝懿仁皇后 佟佳氏, 만주어: ᡥᡳᠶᠣᠣᡧᡠᠩᡤᠠ
ᡶᡠᠵᡠᡵᡠᠩᡤᠠ
ᡤᠣᠰᡳᠨ
ᡥᡡᠸᠠᠩᡥᡝᠣ 히유슝가 푸주룽가 고신 후왕허오, 순치(順治) 13년(1656년) ~ 강희(康熙) 28년 7월 10일(1689년 8월 24일))는 강희제의 세 번째 황후이다. 그리고 순치제의 황후였던 효강장황후의 조카이자, 그녀의 아버지는 영시위내대신 승은공 동국유(領侍衛內大臣 承恩公 佟國維)이다. 시호는 효의온성단인헌목화각자혜봉천좌성인황후(孝懿溫誠端仁憲穆和恪慈惠奉天佐聖仁皇后)이다.

## 생애
강희제의 생모인 효강장황후 동가씨의 질녀로 강희제에겐 외사촌 누이가 된다. 본성(本姓)은 동씨로 한족 출신이나 강희제의 즉위를 전후해 만주 성(姓)인 동가씨로 개성(改姓)한 고모 효강장황후와 같은 이유로 동가씨가 됐다.
강희 재위 연간에 입궁하여 강희 16년 귀비(貴妃)로 책봉되었다. 강희 17년 효소인황후가 사망하자 강희 20년 황귀비(皇貴妃)로 진봉되어 황후 대리로서 육궁(六宮)을 통솔했다. 강희 22년 황녀를 낳았으나 생후 1개월 만에 요절하였다. 일설에 따르면 자식이 없던 나머지 효공인황후 소생의 강희제의 사남 옹정제 윤진을 매우 총애하여 죽을 때까지 윤진의 교육에 신경을 쓰고 강희제가 정무를 보는 도중에 붓을 놓거나 옥새를 가져오는 등 강희제의 잔시중을 들게 하여 정치에 관심을 가지게 만들어주었다고 한다. 강희 28년(1689년) 7월 중병으로 위급하자 특별히 황후로 진봉되었으며 이튿날 사망했다. 이에 시호를 "효의황후"로 했으며, 10월 경릉 동쪽에 있는 효동릉(孝東陵)에 장사하고 위패를 별전에 따로 모셔 적후인 효성인황후와 효소인황후보다 차등에 두었다.
옹정 원년(1723년)에 효성인황후와 효소인황후의 시호에 강희제의 시호 마지막 글자인 "인(仁)"이 추가되면서 그녀 역시 특별히 시호가 가상되어 효의온성단인헌목봉천좌성인황후(孝懿溫誠端仁憲穆奉天佐聖仁皇后)로 추봉되었으며 위패가 태묘에 부묘됐다. 건륭제 시기에 "화각"(和恪)을, 가경제 시기에는 "자혜"(慈惠)라는 시호를 추시되어 최종 시호는 효의온성단인헌목화각자혜봉천좌성인황후(孝懿溫誠端仁憲穆和恪慈惠奉天佐聖仁皇后)이다.

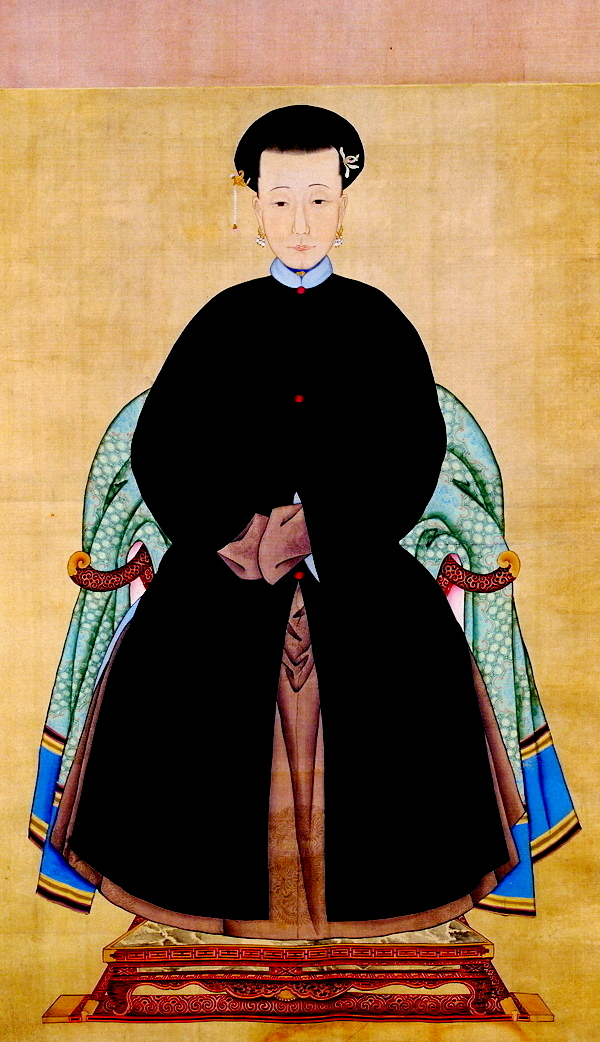
황귀비 시절

## 인용 자료
- 《청사고(淸史稿)》卷二百十四 列傳 一 后妃 中 "孝懿仁皇后，佟佳氏"
- 《청사고(淸史稿)》卷七 本紀七 聖祖本紀 二

## 같이 보기
- 입팔분공